# 武者小路實篤
武者小路實篤（1885年5月12日—1976年4月9日），日本小說家、詩人、劇作家，愛稱「武者」。白樺派的代表作家之一。
姓氏「武者小路」本來讀作（Mushanokoji），後來變更讀法為（Mushakoji）。但是由於的讀法太普遍，武者小路實篤本人也沒有表示該讀法是錯誤的。

## 生平
東京府東京市麴町區（今東京都千代田區）出身。出自藤原北家支流・閑院流末裔公卿之家系武者小路家，子爵・武者小路實世之第8子。曾任日本驻德国大使的武者小路公共是其兄长。
歷經學習院初等科、中等科、高等科，1906年，入東京帝國大學社會學科。1907年，東大中退。1910年，與志賀直哉、有島武郎、有島生馬等人創刊文學雜誌《白樺》。因此被稱為白樺派。對托爾斯泰傾倒。
他是新村主义的倡导者，為實現烏托邦的理想，創造沒有階級鬥爭的世界，在宮崎縣兒湯郡木城村（今兒湯郡木城町）建設了「新村」（新しき村）。但該村由於水壩建設有大半被淹沒，故又於1939年（昭和14年）在埼玉縣入間郡毛呂山町建設了新的「新村」。
1936年在武者小路公共鼓励下，實篤到歐洲旅行。旅行中感受到了黃色人種所受的屈辱，逐漸成為戰爭支持者。1941年的太平洋戰爭開戰後，捨棄了其源自列夫·托爾斯泰思想的個人主義和反戰思想，態度急轉為支持戰爭，与当初在日俄戰爭時期的态度相反。
1946年（昭和21年），就任貴族院議員，但四个月后就因在《大东亚战争私观》（1942）中的鼓吹战争观点被解除公职。1948年（昭和23年）創辦雜誌《心》並成為其主幹直至去世前。1951年被授予文化勳章。
1976年（昭和51年）4月9日，因尿毒症在東京都狛江市慈惠医科大学附属病院病逝，享年90歳。

## 代表作
- 《荒野》　1908年
- 　1911年
- 《他的妹妹》（その妹）　1915年
- 《幸福者》　1919年
- 《友情（日语：友情 (小説)）》　1919–1920年
- 《人類萬歲》（人間万歳）　1922年
- 　1921–1923年
- 《愛慾》　1926年
- 　1926年
- 《母與子》（母と子）　1927年
- 　1930年
- 《愛與死》（愛と死）　1939年
- 《大東亞戰爭私觀》（大東亜戦争私観）　1942年
- 《真理先生》　1949–1951年

## 外部連結
- （日語）
- （日語）
- （日語）